# 象刑

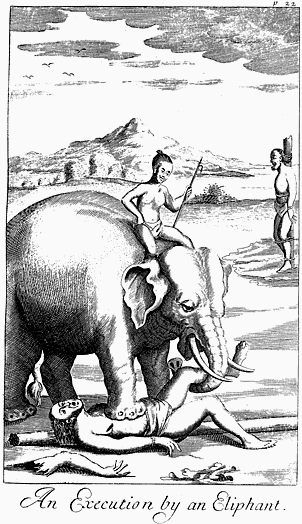
一位錫蘭罪犯被以象刑肢解的場景。這幅圖是羅伯·諾克斯著作《錫蘭島的歷史關係》的插圖（1681年）

象刑（英語：Execution by elephant）是踏刑的一种，是一千餘年以來東南亞、南亞地區處死犯人的主要方式，在印度尤為盛行。犯人在公眾場合会被亞洲象踐踏、肢解或折磨。經過專門訓練的亞洲象被當作劊子手廣泛運用于刑罰，既可以使受刑者立即斃命，也可以使他們遭受長時間非人折磨而慢慢死去。在印度文化圈，作為劊子手的大象被王室所供養，代表著王公的絕對權威。
用象刑處決犯人的情景往往吸引著歐洲旅行家的注目，令他們感到恐懼。其場景在當時的遊記中曾大量出現。此刑罰終在18至19世紀期間被殖民當局禁止。此刑罰也曾被一些西方國家（例如古羅馬、迦太基）所採用，主要用於處決嘩變的士兵。

## 文化方面
古羅馬曾使用獸刑，以獅子或熊處決犯人，然而機靈且應用面廣泛的馴象比其他動物有更多的優點。戰象比戰馬更易馴服，戰馬可以運用到戰爭之中，但無法因踐踏導致敵人的大量傷亡；而戰象則可以彌補戰馬的不足。著名的迦太基將軍漢尼拔曾因使用戰象而大獲全勝。同樣地，象也可以訓練成為劊子手，其處決犯人的手段亦可以多種多樣。它既可以慢慢折磨犯人，使犯人在忍受極大的痛苦之後慢慢死去，也可以直接踐踏受刑者的頭部使之立即斃命。
歷史上，在處決犯人時，象一直為馴象人所控制，以便君主能在行刑之時突然恩赦犯人。此類事件在一些亞洲王國的史料中有記載。暹羅國王馴養象，讓象使受刑者在地上翻滾，使犯人不會劇烈疼痛。相傳莫臥兒帝國的蘇丹阿克巴大帝曾使用象踩之刑來懲罰叛亂者，據推測，王公們把象踩之刑當作一種神明裁判，因而有不少人在這種殘酷的刑罰中保全了性命。有一次，阿克巴命令將一個人投入象群中，在如此虐待了五天之後赦免了他。
通常王公們通過象來決定罪人的生死。長期以來，象被當作王室的權威象徵。（如今一些地區，如泰國，白象依然受到尊敬。）它們被當作王公的信使，王公通過馴象來發號施令。象在當地被當作聖物，受到人們的頂禮膜拜，王公則利用象來增強他們的權威。

## 地理範圍

曾經使用過象刑的地區

象踩之刑在世界各地的許多地方流行，包括一些西方帝國和亞洲帝國。最早關於象踩之刑的記錄可以追溯到古典時期，而這項刑罰也于此時被建立完善，並一直延續到19世紀。
雖然非洲象比亞洲象身軀龐大，但非洲象並沒有像亞洲象那樣被運用到戰事和典禮之中，因為非洲象難以馴養。一些非洲君主也曾使用過象，但使用的是現今已經絕滅了的北非象(North African elephant) 。因此馴象的使用大多數被限制于亞洲象居住的地區。

### 亞洲政權

#### 西亞
在中世紀，象刑為一些西方的帝國所採用，包括著名的拜占庭帝國、薩珊王朝、塞爾柱帝國和帖木兒帝國。薩珊國王霍斯勞二世的後宮擁有3000名妻子和12000名女奴。當他指定阿拉伯的基督徒那阿曼（Na'aman）的女兒為後宮時，遭到了那阿曼的拒絕，理由是他不允許女兒成為一個祆教教徒的妻子。因此被國王用象踩之刑處死。
此刑罰亦為中東地區的部分穆斯林所採用。十二世紀猶太教拉比、旅行家拉提斯本的佩塔恰（Petachiah of Ratisbon），在塞爾柱突厥人統治之下的北美索不達米亞地區（今伊拉克）的遊記中對象踩之刑有所描述：
|  | 在尼尼微有一隻象，它的頭部並不突出。它的身軀非常龐大，一次可以吃大約兩車的草。它的嘴在它的胸部處，當要進食的時候，它將嘴唇伸出約兩腕尺左右，舉起草，將其放入嘴中。當蘇丹判處某人死刑的時候，他們會對象說：「此人有罪。」然後象用嘴唇將罪人高高舉起投擲出去，殺死了他。 |

#### 南亞

##### 斯里蘭卡

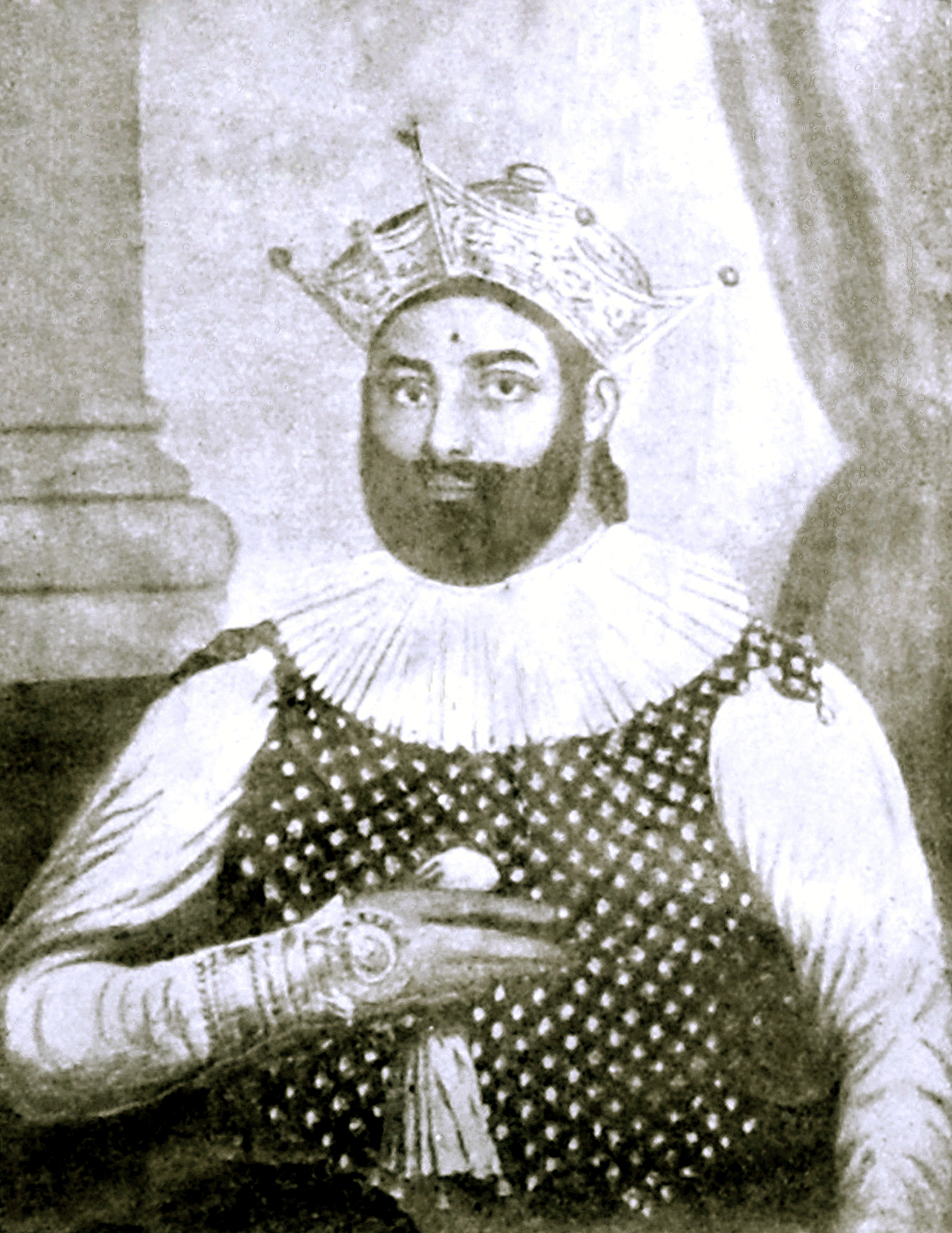
酷愛使用象踩之刑的錫蘭暴君羅闍辛伽四世

象刑作為一種刑罰廣泛運用於印度次大陸和東南亞地區。一位名為羅伯·諾克斯（Robert Knox）的英國水手曾被斯里蘭卡俘虜，於1681年的遊記中曾物件踩之刑有所描述。諾克斯聲稱他所目睹的象獠牙上裝有「擁有一個三刃的尖銳鐵器」，在用獠牙刺穿受刑者的身體之後，象「隨即將受刑者撕成碎片，並將屍體碎塊四處投擲」。
19世紀旅行家詹姆士·愛默生·特能（James Emerson Tennent）評論道：「一位康提酋長目睹了如此情景之後，曾向我們保證象不曾使用過獠牙。但是，象將它的腿放在俯臥的受刑者身上，用象鼻突然猛拉受刑者並成功將其撕成碎片。」
1850年，英國外交官亨利·查理·瑟爾爵士（Henry Charles Sirr）描述了康提末代國王室利·維迦羅摩·羅闍辛伽（即羅闍辛伽四世）用象踩之刑處決犯人的場景。1815年康提為英國所兼併之後，英國人禁止了象踩之刑。但國王那只行刑之象依然活著，而且依稀記著自己昔日罪惡的職責。瑟爾評論道：
|  | 在土著王朝時期，（王公）訓練大象，讓它以踐踏的方式處決罪犯。人們教以此畜一種方法，延長了罪犯的受刑時間，避免了立即斃命，使他忍受被撕成碎片時撕心裂肺的巨大痛苦。康提王國末代暴君便是喜愛使用象踩之刑的典型人物。當我們棲居首都的時候，那只作為劊子手的大象正在城中，我們相當迫切地要測試它的理解力和記憶力。此畜身上有斑點，擁有龐大的身軀，悄悄地站在那裡，它的看守則坐在象脖子上。陪伴著我們的貴族希望看守下來並站在一邊。 隨即酋長向那只象發令道：「殺死罪犯！」那象舉起象鼻並將象鼻盤繞起來，似乎正捲著一個人；然後移動身軀，似乎把人放倒在地；接著緩慢舉起前腿，輪流踩著血肉模糊的東西，而這些東西似乎是罪犯的肢體。如此持續了數分鐘之久。當大象似乎為罪犯的骨頭被踩碎而滿足的時候，它將象鼻高高舉過頭頂，一動不動地站在那裡。隨後酋長命令它：「完成你的任務。」象立即將一條腿放在罪犯的腹部上，另一條腿高高舉過頭頂，似乎用盡了全身的力量去踩踏，去結束罪犯的痛苦。 |

##### 印度

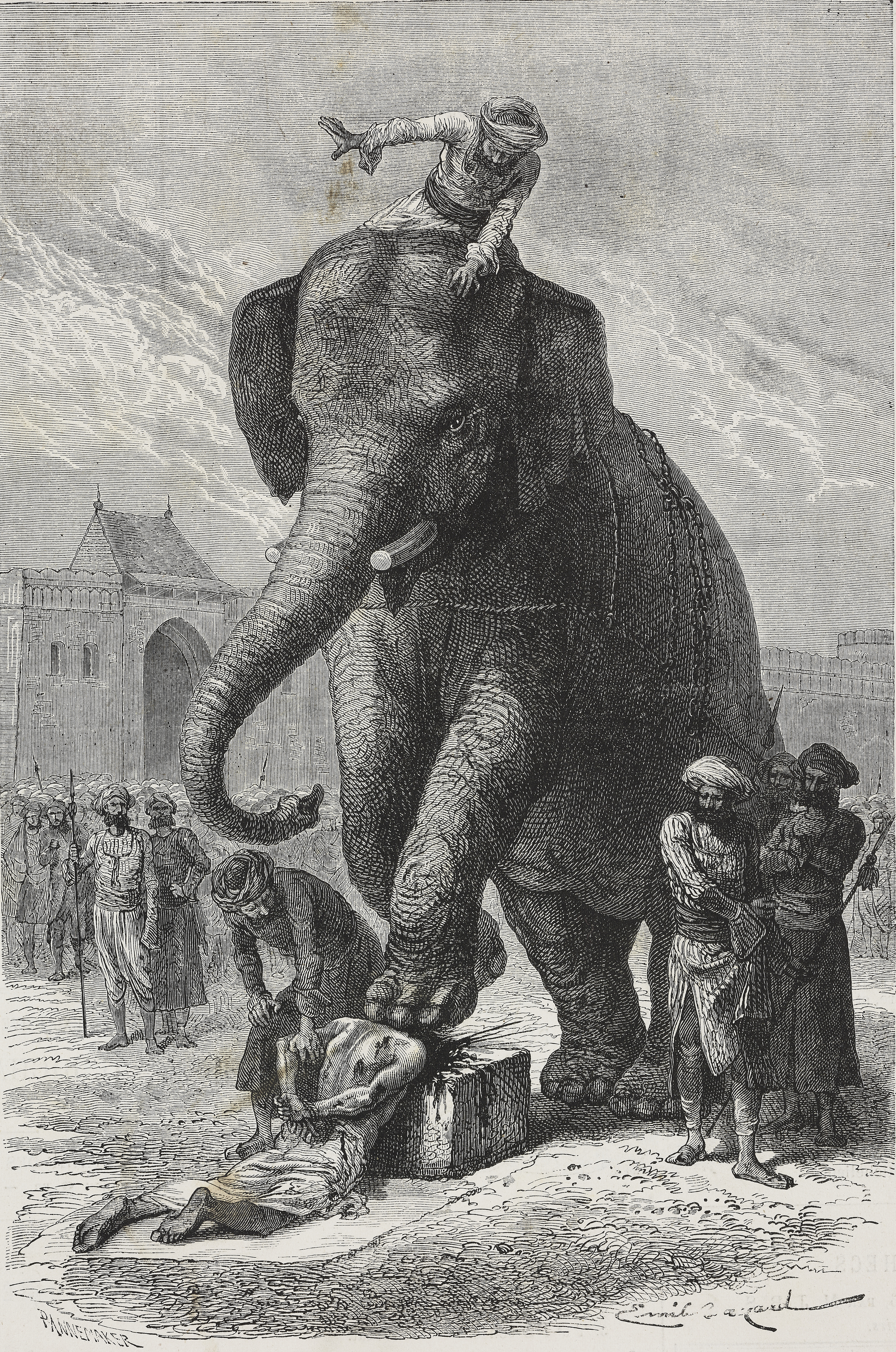
法國插畫家埃米爾·白亞德根據魯瑟萊的描述繪製的木刻版畫，描繪一次在英屬印度巴羅達執行的象刑

幾個世紀以來，大象被當作處決犯人劊子手。印度教和伊斯蘭教君主以「將犯人放在象腳下」的方式處決逃稅者、反臣和敵軍士兵。約在公元200年左右頒布摩奴法論規定了許多可以處以象踩之刑的罪行。例如，如果偷竊他人財產，「國王可以將捉拿歸案罪犯處以象刑。」在1305年，德里蘇丹將蒙古囚犯在公眾場合下處以象踩之刑，以供娛樂。
在蒙兀兒帝國時代，象踩之刑是一種很普遍的刑罰。亞歷山大·漢密爾頓船長於1727年的日誌中，描述了蒙兀兒君主沙賈汗命令將一位得罪了他的軍官「送往象園，在那裡他將被處以象踩之刑，而這被當作一種可恥而恐怖的死法。」蒙兀兒皇帝胡馬雍在位期間，相傳一位伊瑪目因批評皇帝而被處以象踩之刑。其他一些君主也採用這種處決方式以供娛樂。另一位蒙兀兒君主賈漢吉爾，相傳在位期間曾下令將相當多的犯人處以象踩之刑，並以此為樂。法國旅行家弗朗西斯·貝爾內爾（François Bernier）曾親眼目睹了這種刑罰，聲稱他對皇帝通過如此刑罰獲得樂趣而感到相當驚訝。用大象踩殺人也不是蒙兀兒皇帝用大象處刑的唯一方法；在德里蘇丹國，君主命令人訓練大象，「用安裝在象牙上的銷尖的刀片」將犯人切成碎塊。
其他一些印度統治者也使用象刑。馬拉地君主賈特拉帕蒂·薩巴吉（Chatrapati Sambhaji）命令用這種方式處死了一些陰謀家，其中，包括十七世紀末期馬拉地的官員阿那吉·達托（Anaji Datto）。另一位馬拉地領袖桑塔吉（Santaji）將軍,也是以這種刑罰處決觸犯軍法的人。同時代的歷史學家卡菲·汗（Khafi Khan）記載道：「為了一些瑣碎的事情，他（桑塔吉）會將一個人投擲到一隻象的腳下。」
19世紀早期的作家羅伯特·柯（Robert Kerr）提到了果阿的國王如何「使用大象來處決壞人。當它們中的其中一隻被派出來處決犯人時，如果他的看守希望立即將罪犯置於死地，這隻龐大的動物會立即用腳將他踩成肉餅；但是如果希望折磨罪犯，大象將會把他的四肢踩斷，就像受歐洲國家車裂之刑的犯人一樣。」自然學家布封把這種目的當作一種罪惡行徑，因為這將「人類的目的」轉變為「大象的本能」。
如此可怕的刑罰被在公眾場合下執行，以示對將要犯法的人的警告。在使用象刑的時代結束之時，許多行刑的象其身軀異常龐大，體重通常超過九噸。如此的刑罰往往要製造一種令人毛骨悚然的效果。有一些時候，犯人在被大象處決前，在公眾場合下用同一只象折磨犯人。關於1814年巴罗达地區用如此方法折磨和處死犯人的一項記錄，保存在《珀西軼事》裡：
|    | 此人是一名奴隸，兩天前曾經謀殺了他的主人，當地酋長阿默爾·薩希伯（Ameer Sahib）的兄弟。大約在十一點的時刻，大象被帶了出來，馴象人騎在它的背上，四周聚集著當地人，每人手中都拿著竹子。罪犯被帶到場地後面三碼的地方，腿上綁著三根繩子，繩子的另一頭綁在象的右後腿上。大象每挪動一步，就把他向前猛拉了一下。每走八至十步就要換一隻象腿，因為大象每前進五百餘碼左右繩子就會鬆開或斷掉。罪犯雖然陷在泥淖裡，但依舊發出陣陣呻吟，似乎受盡了世上最痛苦的折磨。在用如此方法折磨了將近一個小時後，他被帶出了小鎮。這時大象接到了命令，回來，把它的腳踩在了犯人的頭上。 |
| —— | |

象作為劊子手這一處刑方法一直延續到了19世紀後半葉。法國旅行家路易·魯瑟萊在1868年的一次印度探險中，描述了一個罪犯被大象處死的過程。其內容大致是強迫犯人把頭放在底座上，同時大象用它的腳底踩踏他的頭部。其素描被作為木刻版畫發表在與《哈潑斯週刊》齊名的、法國最流行的世界探險雜誌《環遊世界》（Le Tour du Monde）上。 
大英帝國勢力的擴張導致了象刑趨於沒落，並最終消失。在1914年的日誌中，伊利諾爾·瑪多克（Eleanor Maddock）提到，在克什米爾地區，隨著歐洲人的到來，「不少舊的習俗正在消失——其中包括一項令人髮指的死刑：使用馴象踩殺犯人，也就是被當地人稱作『Gunga Rao』的刑罰。」

#### 東南亞
根據報導，大象在東南亞被廣泛運用於死刑之中，在緬甸有相當長的一段歷史，而在中南半島的占城，其歷史同樣悠久。在暹羅，人們訓練大象在殺死犯人之前將他擲向空中。1821年，約翰·克勞福德（John Crawfurd）作為英國使節前往交趾支那（現在越南南部），目睹了另一種象刑的行刑方法。克勞福德描述道：「罪人被綁在木樁上，（陛下的）大象沖向了他，並將他踐踏致死。」

### 西方帝國
古羅馬、迦太基和馬其頓帝國都曾在戰場上使用大象，以漢尼拔將軍的事例尤為著名。根據古代的編年史記載，逃兵和戰犯、戰俘曾被投到象的腳下處死。佩爾狄卡斯是馬其頓帝國在亞歷山大大帝死後的攝政王。他曾將墨勒阿革洛斯一派的叛變者在巴比倫城處以象踩之刑。古羅馬作家昆圖斯·庫爾提烏斯·魯福斯在他的著作《亞歷山大傳》（Historiae Alexander Magni）中提到：「佩爾狄卡斯看到他們（叛變者）在他的控制下被弄成癱瘓。他提取了在亞歷山大死後追隨墨勒阿革洛斯叛亂的300名主要成員，在眾目睽睽之下，他將罪犯投向大象。所有人都被踩中胸部，而在象腿之下喪生......」
無獨有偶，羅馬作家馬克西穆斯（Valerius Maximus）記載了盧基烏斯·埃米利烏斯·保盧斯·馬其頓尼庫斯將軍「在珀爾修斯國王被打敗之後（西元前167年），以同樣的方法將人用大象踩死......實際上，軍法需要用這種粗魯的懲罰來維持，因為這樣才可以顯示軍威。當它偏離了正確的方向，軍隊就會被打敗。」
用象對一個種族進行滅絕的記錄較少見。其中一例是關於在埃及的猶太人，出現在弗拉維奧·約瑟夫斯的著作和次經《瑪喀比傳第三》（3 Maccabees）中，雖然該故事疑系杜撰。《瑪喀比傳第三》提到了托勒密四世企圖奴役在埃及的猶太人，並給他們打上戴奧尼索斯（酒神）的印記。當大多數猶太人反抗時，相傳國王將他們包圍起來並下令用象踩死。大規模的屠殺最終在天使的干預下失敗了，接著托勒密四世放鬆了他對猶太人的政策。

## 現代象踩致死的事例
如今，沒有任何一個國家將象刑作為刑罰。然而在非洲和南亞一些人與象共同生活的地方，象踩致死的事例依然屢見不鮮。單單在斯里蘭卡地區，每年約有50至100人在人與象的衝突中喪生。
野象襲擊人致死的事例比馴象的要多。被大象踩踏也是動物園馴象者的一個主要的職業危險。在二十世紀九十年代，一些地區不得不將馴象人與象的「自由接觸」改為「保護性接觸」，即在大象生活區設置特別裝置與人隔離開，馴象人則在圈子外面飼養大象。
作為在緬甸的英國殖民當局官員之一，喬治·歐威爾於1926年受理了一隻正在發情的馴象踩殺人的事件。歐威爾在他著名的論文《Shooting an Elepahant》中描述了這一事件，提到「巨獸腳的摩擦力將他（受害者）的皮膚從背部撕了下來，像剥兔子皮一樣顺滑。」

## 腳註
1. 1 2 3 4 5 6 7  Allsen, p. 156.
2. 1 2  Schimmel, p. 96.
3. ↑  Benisch, A. (trans). "Travels of Petachia of Ratisbon". London, 1856.
4. ↑  Knox, Robert. "An Historical Relation of the Island Ceylon （页面存档备份，存于）". London, 1681.
5. ↑  Tennent, p. 281.
6. ↑  Sirr, Sir Charles Henry, quoted in Barrow, George. "Ceylon: Past and Present". John Murray, 1857. pp. 135–6.
7. ↑  Olivelle, p. 125.
8. ↑  Jack Weatherford-Genghis Khan, p.116
9. ↑  Natesan, G.A. The Indian Review, p. 160
10. ↑  Hamilton, p. 170.
11. ↑  Eraly, p. 45.
12. ↑  Eraly, p. 479.
13. ↑  Eraly, p. 498
14. ↑  Kerr, p. 395.
15. ↑  Buffon, Georges Louis Leclerc. "Natural history of man, the globe, and of quadrupeds". vol. 1. Leavitt & Allen, 1857. p. 113.
16. ↑  Ryley Scott, George. "The Percy Anecdotes vol. VIII". The History of Torture Throughout the Ages. Torchstream Books, 1940. pp. 116–7.
17. ↑  Harper's Weekly, February 3, 1872
18. ↑  Maddock, Eleanor. "What the Crystal Revealed". American Theosophist Magazine, April to September 1914. p. 859.
19. ↑  Chevers, p. 261.
20. ↑  Schafer, Edward H. "The Golden Peaches of Samarkand: A Study of T'ang Exotics". University of California Press, 1985. p. 80. ASIN: B0000CLTET
21. ↑  Crawfurd, John. "Journal of an Embassy from the Governor-general of India to the Courts of Siam and Cochin China". H. Colburn and R. Bentley, 1830. p. 419 （页面存档备份，存于）.
22. ↑  Fox, Robin Lane. "Alexander the Great". Penguin, 2004. p. 474. ISBN 0-14-008878-4
23. ↑  Curt. 10.6-10 （页面存档备份，存于） (registration required)
24. ↑  Futrell, Alison (Quoted by) (ed.). "A Sourcebook on the Roman Games". Blackwell Publishing, 2006. p. 8.
25. ↑  3 Maccabees 5
26. ↑  3 Maccabees 6
27. ↑  Collins, p. 122.
28. ↑  "People–Elephant Conflict: Monitoring how Elephants Use Agricultural Crops in Sri Lanka （页面存档备份，存于）" Smithsonian National Zoological Park. Retrieved on February 29, 2008.
29. ↑  "Accidents with Elephants （页面存档备份，存于）" Elephant Magazine. Retrieved on February 29, 2008.
30. ↑  Tim Desmond and Gail Laule.  (PDF). Active Environments, Inc. 1994  [May 3, 2010]. （原始内容存档 (PDF)于2011-07-24）.

## 外部連結
- 维基共享资源上的相關多媒體資源：象刑